# 燈謎
謎，在中國習俗的活動上會稱做猜謎，每年逢正月十五元宵節，會將燈謎結合賞花燈，變成許多人可共同參與的猜谜遊戲。与一般的谜语相比，具有更严格的规则。方法是將謎語貼在燈上，多數謎語都是詩詞，猜中謎語的人，有時可獲得獎品。隨著時代改變，现今的灯谜活动未必都将灯谜写在灯笼上。猜燈謎有時又說為<射燈謎>，因此多會在謎語之後看到：「射一個字，某某格」之類的提示。

## 历史
灯谜是以文字为基础的，“文字的产生，字谜的胚胎就孕育在内”，要发现谜的胚胎，须先研究汉字的结构规律。前人总结有所谓六书：象形、指事、假借、形声、会意、转注。“六书”是根据文字变化规律总结出来的，并非先有“六书”然后依此造字，造字是自发性的。直至普遍应用之后，才归纳出这些规律。甲骨文字基本已是六书具备了，灯谜是利用汉字的音、形、义的变化来表达的文义谜，同样是六书具备的，“制谜者恒准此为胚胎，至变化多方，莫可穷诘”。可以说，文字学和谜学是一对双胞胎，在文字产生的同时，就产生了谜。
猜燈謎可能是在中國北宋才開始盛行的習俗，儘管猜謎語的歷史更為悠久，但猜燈迷不限於四書五經，也可是生活中的物事。舉行猜燈謎的地點可能是廟前廣場，或是學校。

## 种类
部分燈謎還具有謎格。謎格是用以改造謎底的方法，並以此方法製謎的格式，最早是出現在東漢的曹娥格。但是絕大部分燈謎不需要謎格，燈謎界也有“無格勝有格”的說法。
郎瑛《七修續稿》载“又得不全《謎社便覽》一冊，谜家姓氏、书名、字母、门类，所宜不宜格，诸几备矣”。《怀蝶室谜话》載：“明末扬州马苍山创《广陵十八格》，即会意、谐声、典雅、传神、碑阴、徐妃、卷帘、寿星、粉底、虾须、燕尾、比干、双钩、钓鱼、含沙、锦屏、碎锦、迴文十八格”。冯天啸在《冰天谈虎集》列二十四谜格。“二十四格”之说，就是依此为依据的。陈德润《春雨楼春灯格》中列五十八格和沈观格《拙庐谈虎集》中列六十格。謎格據知已發展出有400多種，現在常用的約有十幾種。
典型的燈謎有下列幾種：
- 會意：這種有時簡單，有時卻相當難猜。例如謎語「單身漢」，要猜一個字？
  - 答案：單身漢，少夫人，夫字中減了人字，答案是「二」。
- 形疊：在謎語中提供一個字組成的線索。例如「四山縱橫，兩日稠繆。富由他起腳，累是他領頭 。」，要猜一個字？
  - 答案：答案是「田」，田字中有「山」字四個直排橫排放一起，有兩個日字。

和大家通常認為的不同，嚴格的燈謎中，諧音字是不能直接作為燈謎的謎底的，這時候需要使用諧音類的謎格。如“一枝紅杏出牆來”，猜一種人，兩個字。答案是「員外」，取「員」和「園」同音。這時候就需要加上白頭格，以示首字讀做白音。